# Olenellidae
Famille
Les Olenellidae sont une famille fossile de Trilobites de l'ordre des Redlichiida.

## Taxinomie
La famille des Olenellidae a été décrite en 1890 par le paléontologue américain Charles Doolittle Walcott (1850-1927).

## Liste des genres
Selon la Paleobiology Database (24 août 2023) :
- † Arcuolenellus Palmer and Repina 1993
- † Biceratops Pack and Gayle 1971
- † Fritzolenellus Lieberman 1998
- † Gabriellus Fritz 1992
- Sous-famille des †Mesonacinae Walcott 1891
  - † Mesolenellus Palmer and Repina 1993
  - † Mesonacis Walcott 1885
- Sous-famille des †Olenellinae Walcott 1890
  - † Olenellus Hall 1861
- † Peachella Walcott 1910
- † Teresellus Hollingsworth 2005

Selon l'IRMNG (24 août 2023) :
- † Andalusiana Sdzuy, 1961
- † Bolbolenellus Palmer & Repina, 1993
- † Bristolia Harrington, 1956
- † Eobathyuriscus Handkamer & Pratt in Handkamer et al., 2022
- † Mesonacis Walcott, 1885
- † Nephrolenellus Palmer & Repina, 1993
- † Olenellus Billings, 1861
- † Teresellus Hollingsworth, 2005
- † Pseudojudomia

Selon BioLib (24 août 2023) :
- † Angustolenellus Palmer & Repina, 1993
- † Arcuolenellus Palmer & Repina, 1993
- † Biceratops Pack & Gayle, 1971
- † Bolbolenellus Palmer & Repina, 1993
- † Bristolia Harrington, 1956
- † Fremontella Harrington, 1956
- † Fritzolenellus Lieberman, 1998
- † Gabriellus Fritz, 1992
- † Laudonia Harrington, 1956
- † Lochmanolenellus Lieberman, 1998
- † Mesolenellus Palmer & Repina, 1993
- † Mesonacis Walcott, 1885
- † Mummaspis Fritz, 1992
- † Nephrolenellus Palmer & Repina, 1993
- † Olenelloides Peach, 1894
- † Olenellus Hall in Billings, 1861
- † Paedeumias Walcott, 1910
- † Peachella Walcott, 1910
- † Wanneria Walcott, 1910

Selon The Taxonomicon (24 août 2023) :
- Sous-famille des †Bristoliinae Palmer & Repina, 1993
  - † Bristolia Harrington, 1956
  - † Nephrolenellus Palmer & Repina, 1993
- † Olenellus Billings, 1861

## Publication originale
- [1890] (en) Charles Doolittle Walcott, « Descriptive notes of new genera and species from the Lower Cambrian or Olenellus zone of North America », Proceedings of the United States National Museum, Washington, Inconnu, vol. 12, no 763,‎ 1890, p. 33–46 (ISSN 0096-3801 et 2377-6560, OCLC 1259735, DOI 10.5479/SI.00963801.763.33, lire en ligne).